# Base aérienne de Powidz
La base aérienne de Powidz, B.A. 33, est une base aérienne de la Force aérienne de la République polonaise située près de Powidz.

## Histoire
Elle fut construite lors de la seconde guerre mondiale et utilisé jusqu'en 1974. En 2006 la ville de Gdynia veux y ouvrir un aéroport civil mais en 2014 la structure est judiciairement liquidé pour banqueroute et détournement de fonds.
Elle est le centre du :
- 14e escadron de transport équipé de C-130, de Mi-17 et Sikorsky UH-60 Black Hawk.

Elle accueille aussi un centre de stockage de matériels de l'OTAN,..

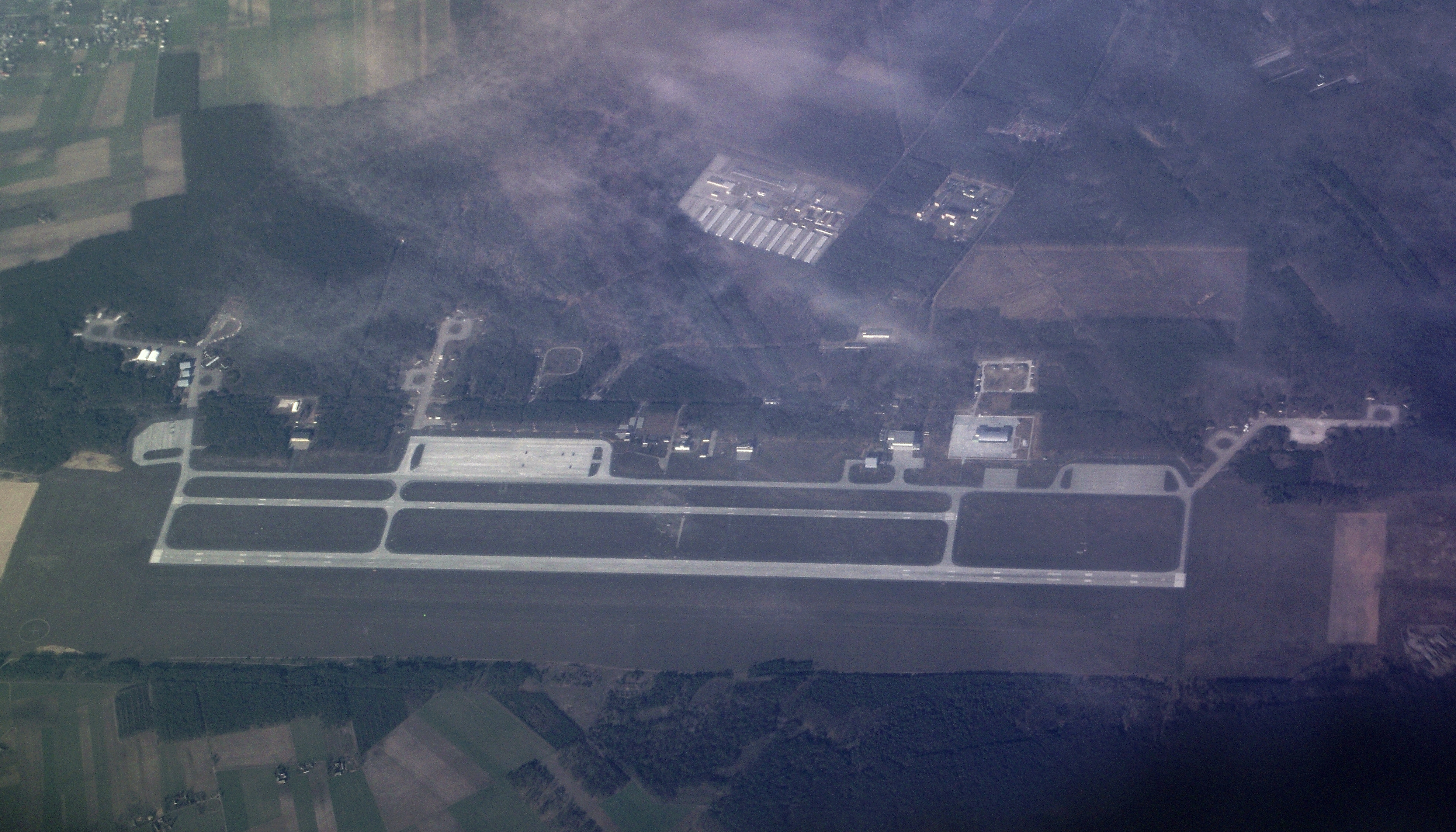
Infrastructure.
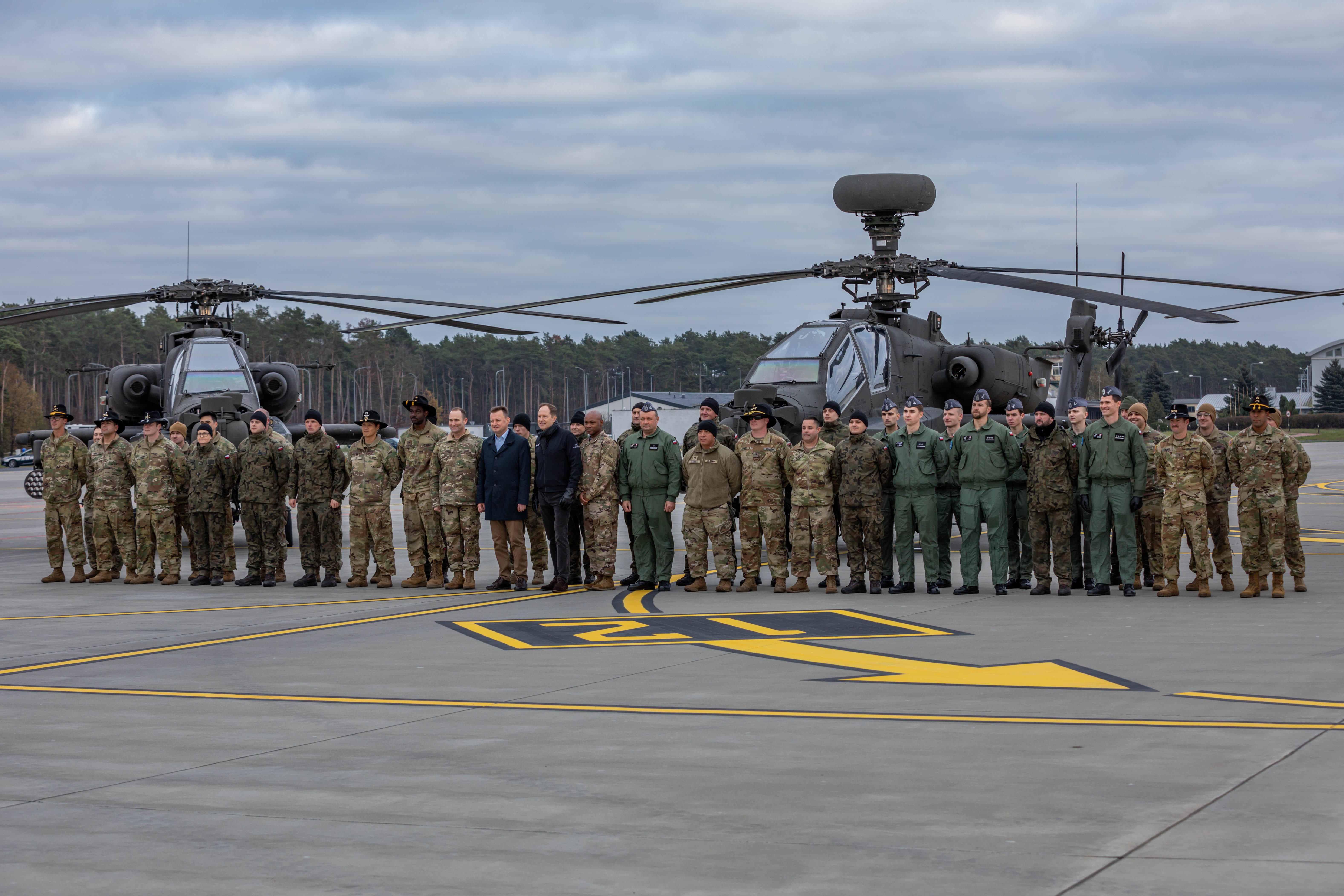
Novembre 2022, inauguration par Mariusz Błaszczak.
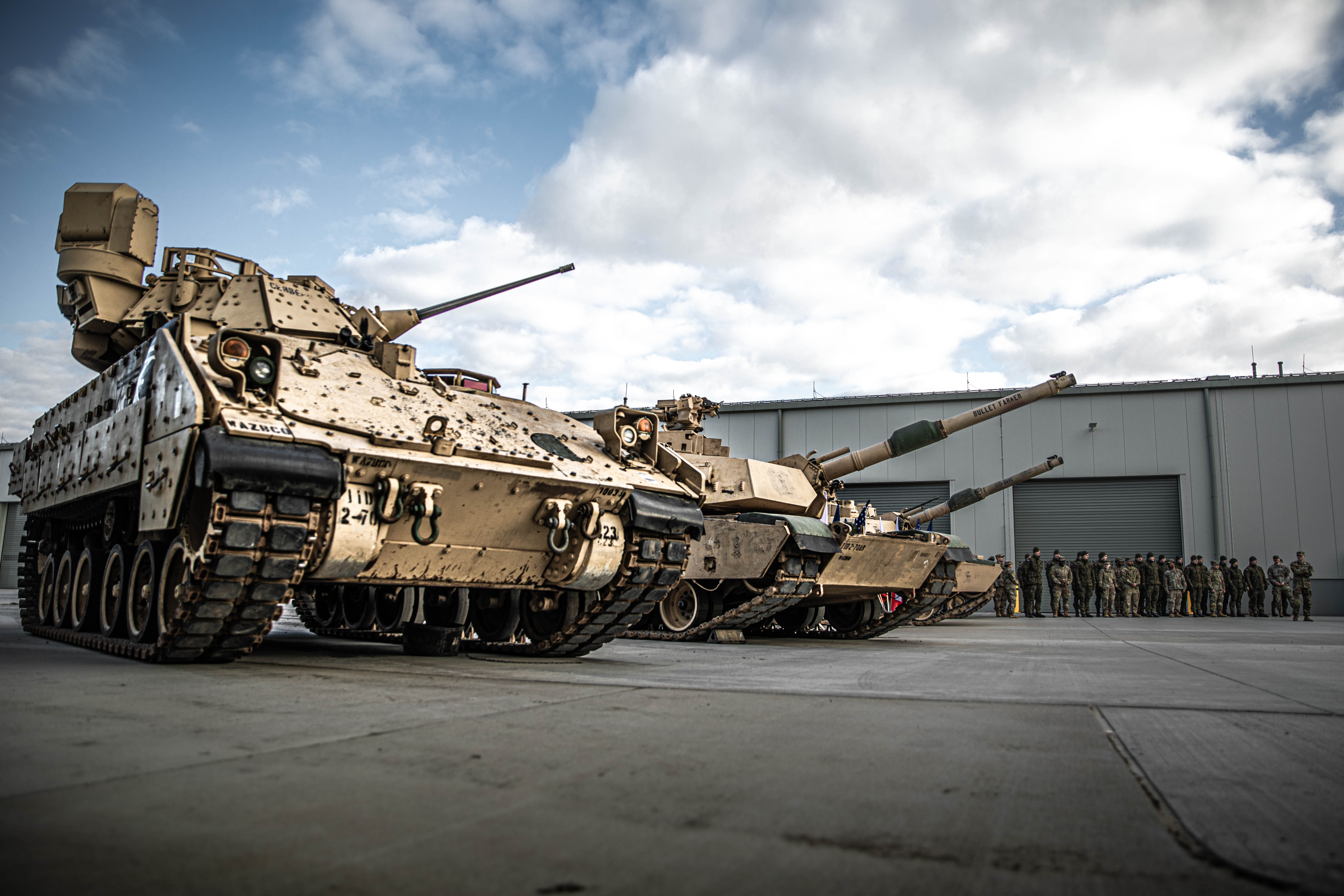
Véhicules de combat d'infanterie Bradley et chars M1A2 Abrams en avril 2023.